# Le Baiser à la dérobée
 (mai 2020).
Si vous disposez d'ouvrages ou d'articles de référence ou si vous connaissez des sites web de qualité traitant du thème abordé ici, merci de compléter l'article en donnant les références utiles à sa vérifiabilité et en les liant à la section « Notes et références ».
Le Baiser à la dérobée, est une œuvre de Fragonard (1732 - 1806) et de Marguerite Gérard, son élève et belle-sœur. Il s'agit d'une huile sur toile de 45,1 × 54,8 cm qui est actuellement conservée au musée de l'Ermitage de Saint-Pétersbourg. 

## Historique
À la fin du XIXe siècle, les célèbres critiques d'art Edmond et Jules de Goncourt redécouvrent Fragonard sous un jour résolument romantique : selon eux, « c'est le conteur libre, l'amoroso galant, païen, badin, de malice gauloise, de génie presque italien, d'esprit français ». Néanmoins, contrairement à ce que sous-entend le jugement des frères Goncourt, sa carrière ne saurait se limiter aux scènes de badinage amoureux, quand bien même elles ont assis sa notoriété et démontré sa subtile dextérité. Ce tableau est la représentation même du libertinage.